# تاتيشينا
تاتيشينا (باليابانية: 立科町) هي بلدية في اليابان، وبلدة في اليابان، تقع في ناغانو، ومقاطعة كيتاساكو، بلغ عدد سكانها 6,998  نسمة وذلك حسب إحصائيات سنة 2018، تبلغ مساحتها 66.87 كيلومتر مربع.